# آنجلو پیکالوجا
آنجلو پیکالوگا (به ایتالیایی: Angelo Piccaluga) بازیکن فوتبال و اهل ایتالیا است که از سال ۱۹۲۹ میلادی عضو تیم ملی فوتبال ایتالیا بوده و در ۲ بازی ملی حضور داشته‌است. او در بازی‌های ملی‌اش گلی به ثمر نرساند.
آنجلو پیکالوگا آخرین بازی ملی خود را در سال ۱۹۲۹ میلادی انجام داد.